# Chloridolum rugatum
Chloridolum rugatum är en skalbaggsart som först beskrevs av Newman 1842.  Chloridolum rugatum ingår i släktet Chloridolum och familjen långhorningar.
Artens utbredningsområde är Filippinerna. Inga underarter finns listade i Catalogue of Life.